# World Games 1985
World Games 1985 – 2. edycja World Games, które odbyły się w dniach 25 lipca–4 sierpnia 1995 roku w Londynie. Udział w zmaganiach wzięło 1370 sportowców. Tabelę medalową wygrali Włosi z dorobkiem 27 złotych medali.

## Pétanque
W 1985 roku FIPJP przystąpiła do Światowej Federacji Sportów Bulowych (en. World Federation of the Sport of Boules). W tym samym roku po raz pierwszy na igrzyskach World Games rozegrane zostały zawody w pétanque. Wyłoniono zwycięzców w konkurencji tripletów mężczyzn. Zwyciężyła drużyna Francji, srebrny medal zdobyli Włosi, a brązowy reprezentacja Monako.
Na następnych igrzyskach w kategorii kobiet wprowadzona została nowa konkurencja – dublety, z kolei rozgrywki dubletów mężczyzn odbyły się dopiero podczas igrzysk w 2009 roku.

## Dyscypliny sportowe
| Nr      | Dyscyplina sportowa                                                          | Liczba konkurencji |
| ------- | ---------------------------------------------------------------------------- | ------------------ |
| 1       | Trójbój siłowy                                                               | 1                  |
| 2       | Wrotkarstwo (Wrotkarstwo artystyczne, Hokej na rolkach, Wrotkarstwo szybkie) | 3                  |
| 3       | Softball                                                                     | 1                  |
| 4       | Kulturystyka                                                                 | 1                  |
| 5       | Pétanque                                                                     | 6                  |
| 6       | Bowling                                                                      | 1                  |
| 7       | Casting (wędkarstwo rzutowe)                                                 | 1                  |
| 8       | Łucznictwo polowe                                                            | 4                  |
| 9       | Fistball                                                                     | 1                  |
| 10      | Pływanie z płetwami                                                          | 1                  |
| 11      | Karate                                                                       | 2                  |
| 12      | Korfball                                                                     | 6                  |
| 13      | Ratownictwo sportowe                                                         | 6                  |
| 14      | Netball                                                                      | 6                  |
| 15      | Racquetball                                                                  | 1                  |
| 16      | Sambo                                                                        | 6                  |
| 17      | Taekwondo                                                                    | 1                  |
| 18      | Gimnastyka akrobatyczna (Skoki na trampolinie, Skoki na ścieżce)             | 4+4                |
| 19      | Przeciąganie liny                                                            | 1                  |
| 20      | Narciarstwo wodne                                                            | 1                  |
|         | Sport motocyklowy (Motocross, Żużel)                                         | 2                  |
| Łącznie | Łącznie                                                                      | 60                 |

Uwaga: Kolorem zielonym zaznaczono pokazowe dyscypliny sportowe.

## Tabela medalowa
| Poz.    | Państwo                  |     |     |     |     |
| ------- | ------------------------ | --- | --- | --- | --- |
| 1       | Włochy                   | 27  | 29  | 22  | 78  |
| 2       | Stany Zjednoczone        | 18  | 16  | 18  | 52  |
| 3       | Hiszpania                | 15  | 11  | 5   | 31  |
| 4       | RFN                      | 13  | 12  | 16  | 41  |
| 5       | Szwecja                  | 12  | 8   | 5   | 25  |
| 6       | Wielka Brytania          | 11  | 11  | 21  | 43  |
| 7       | Francja                  | 7   | 11  | 13  | 31  |
| 8       | Korea Południowa         | 7   | 0   | 1   | 8   |
| 9       | Holandia                 | 5   | 1   | 3   | 9   |
| 10      | Japonia                  | 5   | 1   | 2   | 8   |
| 11      | Węgry                    | 4   | 4   | 5   | 13  |
| 12      | Norwegia                 | 2   | 6   | 8   | 16  |
| 13      | Irlandia                 | 2   | 0   | 0   | 2   |
| 14      | Kanada                   | 1   | 5   | 5   | 11  |
| 15      | Belgia                   | 1   | 4   | 4   | 9   |
| 16      | Szwajcaria               | 1   | 2   | 4   | 7   |
| 17      | Austria                  | 1   | 1   | 0   | 2   |
| 18      | Nowa Zelandia            | 1   | 1   | 0   | 2   |
| 19      | Singapur                 | 1   | 0   | 0   | 1   |
| 20      | Australia                | 0   | 4   | 5   | 9   |
| 21      | Chińskie Tajpej          | 0   | 3   | 1   | 4   |
| 22      | Egipt                    | 0   | 2   | 2   | 4   |
| 23      | Filipiny                 | 0   | 2   | 1   | 3   |
| 24      | Wybrzeże Kości Słoniowej | 0   | 0   | 1   | 1   |
| 25      | Dania                    | 0   | 0   | 1   | 1   |
| 26      | Finlandia                | 0   | 0   | 1   | 1   |
| 27      | Meksyk                   | 0   | 0   | 1   | 1   |
| 28      | Portugalia               | 0   | 0   | 1   | 1   |
| 29      | Wenezuela                | 0   | 0   | 1   | 1   |
| 30      | Brazylia                 | 0   | 0   | 1   | 1   |
| 31      | Bahrajn                  | 0   | 0   | 1   | 1   |
| 32      | Kolumbia                 | 0   | 0   | 1   | 1   |
| 33      | Jamajka                  | 0   | 0   | 1   | 1   |
| 34      | Monako                   | 0   | 0   | 1   | 1   |
| Łącznie | Łącznie                  | 134 | 134 | 152 | 420 |

Uwaga: Kolorem zaznaczono gospodarza World Games 1985.

## Rezultaty poszczególnych zawodów
- Wrotkarstwo artystyczne
- Wrotkarstwo szybkie
- Hokej na rolkach
- Kulturystyka
- Pétanque
- Bowling
- Wędkarstwo
- Łucznictwo polowe
- Fistball
- Pływanie z płetwami
- Karate
- Korfball
- Ratownictwo sportowe
- Netball
- Racquetball
- Sambo
- Taekwondo
- Skoki na trampolinie
- Przeciąganie liny
- Narciarstwo wodne
- Trójbój siłowy
- Motocross
- Żużel
- Softball

## Obiekty sportowe
Rywalizacja o medale podczas 2. World Games w Londynie odbywała się na ośmiu obiektach sportowych: Wembley Conference Centre, Princes Club (Bedfont), Copthall Stadium, Wimbledon Stadium, Crystal Palace National Sports Centre, David Lloyd Club, Tolmers Scout Camp i Stevenage Bowling Center.